# Chiesa di San Nicola alla Carità
La chiesa di San Nicola alla Carità è una chiesa monumentale di Napoli ubicata su via Toledo, in posizione pressoché centrale tra piazza Carità e piazza Dante.
La chiesa è nota prevalentemente per il fatto che custodisce al suo interno opere eseguite dai maggiori pittori del Settecento napoletano.

## Storia
La chiesa fu fondata nel 1647 a seguito di una donazione di circa 6000 ducati ai padri Pii operai da parte di un nobile dell'epoca come ricompensa per la loro opera assistenziale. Dapprima fu costruita una piccola cappella dedicata a san Nicola di Bari, in seguito, nello stesso 1647, viste le esigenze, fu avviato un lavoro che prevedesse una chiesa di maggiori dimensioni.

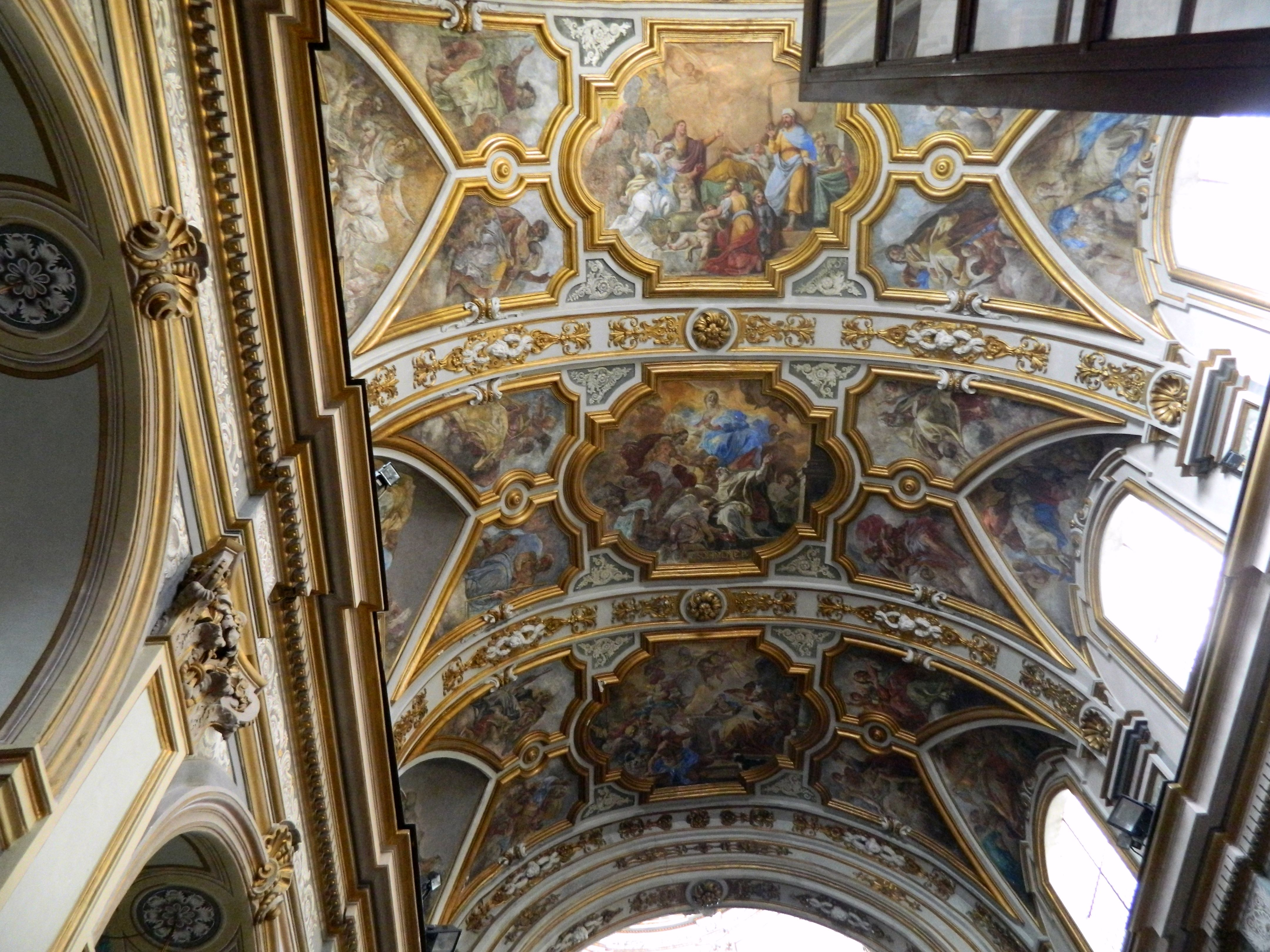
Affreschi del Solimena sulla volta della navata

Il progetto architettonico del nuovo edificio appartiene a Onofrio Antonio Gisolfi, anche se a causa dell'interruzione del cantiere per via della peste che colpì la città nel 1656, che provocò tra l'altro la morte dello Gisolfi, i lavori ripresero successivamente nel 1668 sotto la guida di Cosimo Fanzago che li condusse fino alla sua morte, nel 1678, seppur la conclusione dell'opera avvenne nel 1682, grazie anche ai contributi del cardinale Diego Innico Caracciolo di Martina. In quest'occasione furono trasportati in chiesa le reliquie di san Nicola di Bari (la falangina di un indice) custodite fino ad allora a Scala, intitolando così la chiesa allo stesso santo. Alla fine del secolo risalgono le opere pittoriche di Francesco Solimena compiute sulle pareti frontali del transetto, nei lunettoni laterali al finestrone posto sulla parte superiore della controfacciata e sulla volta della navata.
Nel Settecento la facciata venne rifatta da Salvatore Gandolfo seguendo un progetto di modernizzazione avviato dal Solimena e mai completato. Alla prima metà dello stesso secolo risalgono inoltre altri lavori decorativi dell'interno: di Paolo De Matteis sono le pitture dell'abside, gli affreschi della sua volta e i peducci della cupola, tutte del primo decennio; di Francesco De Mura invece sono gli affreschi della cupola, datati 1734. Nel 1716 intanto la chiesa trovò la sua consacrazione per mano del cardinale Francesco Pignatelli.
Durante i dieci anni di presenza francese nei primi dell'Ottocento, l'espulsione dell'ordine portò la chiesa ad ospitare il "Corpo del Genio" mentre nel 1843 la struttura fu interessata da interventi di restauri da Guglielmo Turi. Nel 1943 i Pii operai per evitare l'estinzione si unirono per volere della Santa Sede alla Congregazione dei Catechisti Rurali; altri importanti lavori strutturali e conservativi si sono poi avuti nel corso della metà del Novecento.
Nella chiesa furono sepolti il pittore napoletano Bernardo Cavallino, il venerabile padre Antonio Torres che, nell'ordine dei Pii operai, operò a Napoli distinguendosi per la generosità ed il servizio dato ai malati colpiti dalla peste del 1656, e il venerabile beato Carlo Carafa, che fu portato qui dalla chiesa di San Giorgio Maggiore nel 1969 in quanto padre fondatore della congregazione dei Pii operai.

## Descrizione

### Pianta
| 1. Navata 2. Cappella di San Giuseppe 3. Cappella di San Nicola 4. Cappella dell'Angelo custode 5. Cappellone dei Santi Pietro e Paolo 6. Sacrestia 7. Abside 8. Cappellone dei Santi in gloria 9. Cupola 10. Cappella di San Liborio 11. Cappella del Crocifisso 12. Cappella della Santissima Trinità | Pianta |

### Esterno
La facciata è scandita da due ordini, quello inferiore appartiene al progetto di Francesco Solimena, quello superiore invece a Salvatore Gandolfo.
I portali d'ingresso sono tre e sono anticipati da tre brevi scalinate in piperno: sopra quello centrale sono collocati due angeli marmorei iniziati da Francesco Pagano nel 1725 e completati solo nel 1775 da Paolo Persico che sorreggono uno scudo bronzeo con il busto di San Nicola.
Oltre la facciata era un tempo collocata una ringhiera disegnata dal Solimena che fu poi tolta nel 1957 durante i lavori di ristrutturazione.

### Interno

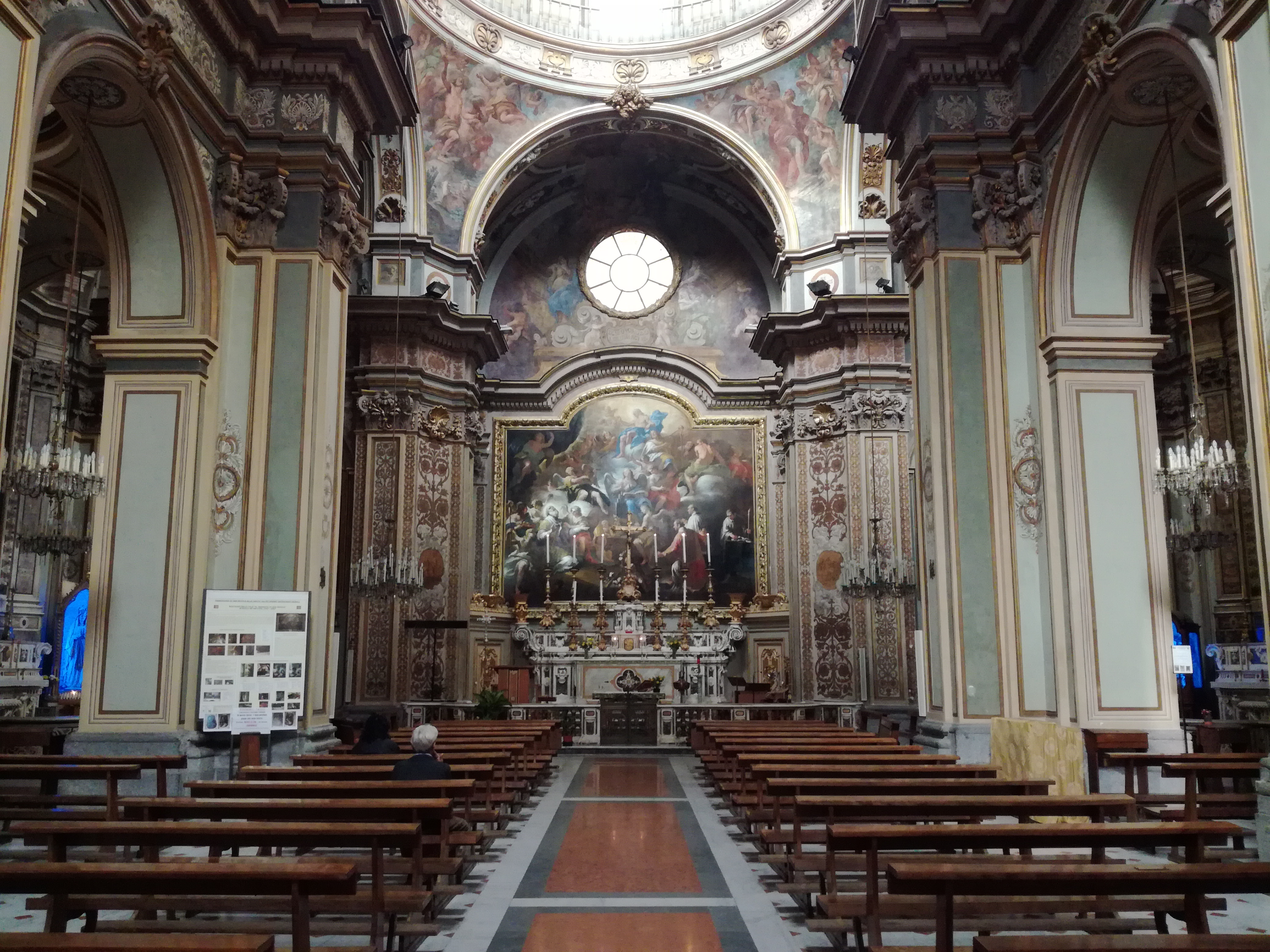
Interno

L'interno è a croce latina con tre navate e cappelle laterali.
La navata centrale è caratterizzata nella volta da una serie di affreschi scanditi in tre campate datati 1696 di Francesco Solimena raffiguranti la Vita di san Nicola negli scomparti centrali e virtù e apostoli negli spicchi laterali vicino alle finestre. Le scene della vita del santo sono, dall'ingresso al transetto: la Nascita di san Nicola, la Liberazione del santo e il Ratto del fanciullo Basilio. Sulla controfacciata è il grande affresco del San Nicola che allontana i demoni dall'albero, datato 1712 e compiuto da Paolo De Matteis, sopra il quale sono collocati nei lunettoni tra il finestrone centrale La predica di san Paolo e La predica San Giovanni Battista, entrambi eseguiti dal Solimena nel 1697.
La navata sinistra si compone nella prima cappella, intitolata a san Giuseppe, di tre opere di Paolo De Majo: una pala d'altare raffigurante le Nozze della Vergine con san Giuseppe, una tela che rappresenta San Carlo Borromeo e un'altra Sant'Andrea d'Avellino. La seconda cappella (di San Nicola) essendo stata edificata nel 1646, risulta essere la più antica di tutta la chiesa: sono ivi esposte una pala d'altare seicentesca ritraente San Nicola di Bari, vescovo di Mira, un ciclo di affreschi di Nicola Maria Rossi raffigurante l'Eterno Padre, tre tele sui Miracoli di San Nicola di Francesco De Mura e ancora del Rossi, e infine cicli di affreschi sulla cupoletta che precede la cappella, sempre del De Mura e datati 1729. La terza cappella di sinistra è dedicata all'Angelo custode, che è raffigurato anche nella pala d'altare di Giovanni Battista Lama, e ospita inoltre due tele di Pietro Bardellino su San Francesco di Paola e Sant'Apollonia. Mentre sulla campata tra la terza cappella e il transetto sono collocate: un San Nicola con Cristo e la Vergine di ignoto artista tardo-manierista e un San Sebastiano curato da Sant'Irene attribuito a Francesco Peresi (che fu uno dei più validi allievi di Paolo De Matteis).
La navata destra vede nella prima cappella, della Santissima Trinità, una pala d'altare raffigurante la Trinità eseguita da Nicola Maria Rossi, mentre sulle pareti laterali sono due tele di Giacinto Diano riprendenti la Partenza e l'Arrivo di Tobia; sono inoltre ospitate in questa cappella il busto seicentesco di Carlo Carafa e la maschera mortuaria in cera risalente al giorno della sua morte. La seconda cappella, detta del Crocefisso, ospita un crocefisso ligneo di fine Seicento opera di Nicola Fumo e, sulle pareti laterali, due tele di Leonardo Pozzolano (allievo di Francesco Solimena) raffiguranti Santa Maria Maddalena e San Giovanni Evangelista. La terza cappella, in origine dedicata a san Michele, fu dedicata a partire dal 1773 a san Liborio, a cui è dedicata la pala d'altare di Francesco De Mura; dello stesso autore sono infine le altre due tele alle pareti laterali su San Michele Arcangelo e l'Arcangelo Raffaele. Infine si segnalano sulla campata posta tra la terza cappella e il transetto due tele di un ignoto seguace di Luca Giordano.

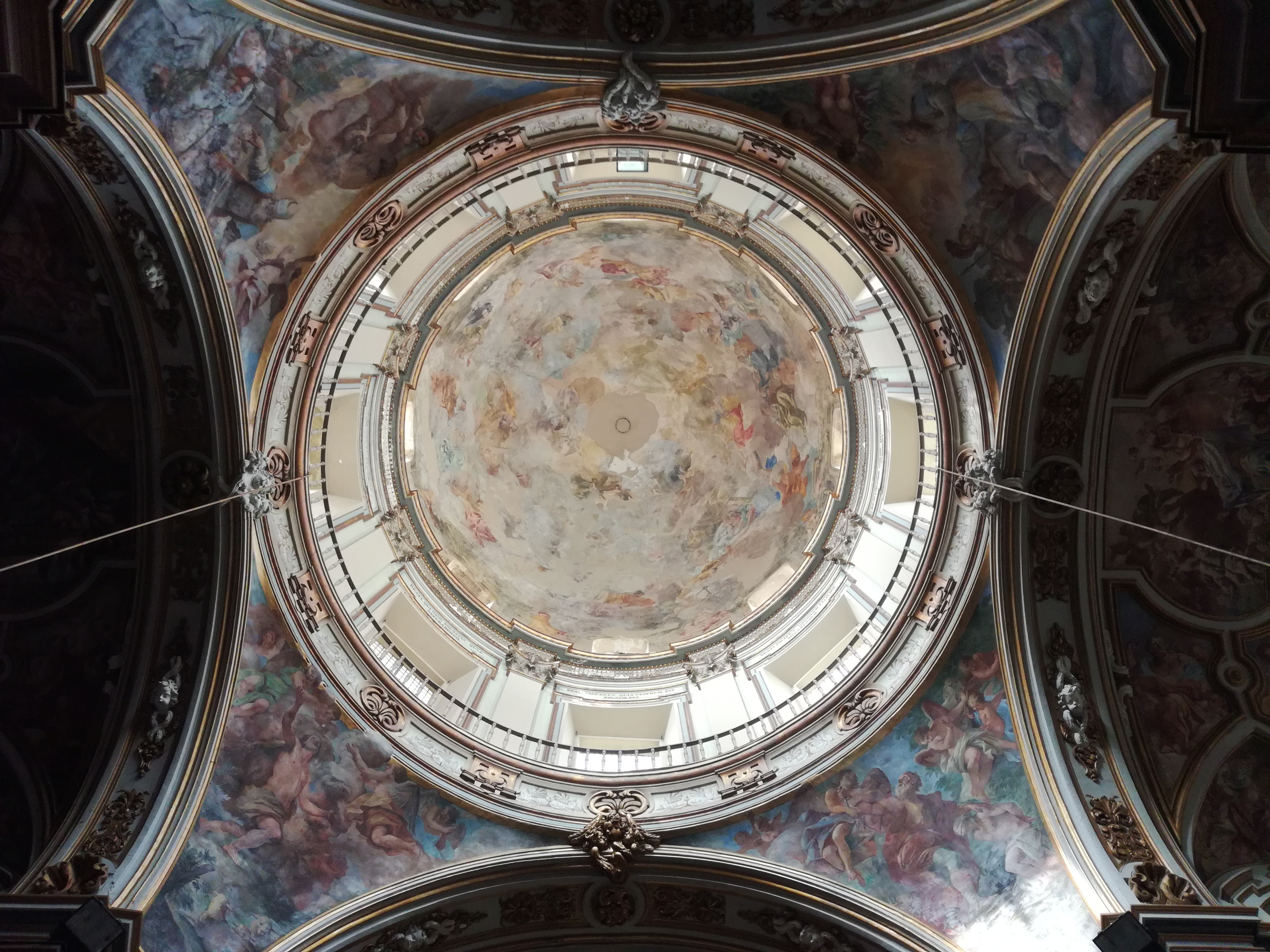
Cupola

La cupola conserva tracce di affreschi di Francesco De Mura che riprendono la scena del Paradiso nella parte centrale e otto Dottori della Chiesa nelle zone brevi del tamburo tra le finestre superiori; i quattro pennacchi ritraggono invece scene di Evangelisti del De Matteis. Un ciclo di affreschi di Alessio D'Elia caratterizza la volta del transetto, composto questo da due cappelloni sulle pareti frontali. Sul lato sinistro la tela d'altare è opera del Solimena, databile 1684 e raffigurante la Vergine tra i santi Pietro e Paolo, ai quali santi è dedicato il cappellone stesso; il dipinto della Visitazione di Maria santissima a santa Elisabetta sulla porta della sagrestia, che corrisponde all'unica cappella presbiteriale a sinistra dell'abside, invece è del De Mura. Il transetto destro vede nel cappellone dedicato ai Santi in gloria sul fronte del braccio la tela ancora del Solimena del San Francesco e sant'Antonio posta sull'altare, la scultura dell'Ecce Homo di Nicola Fumo entro una nicchia laterale e la tela dell'Adorazione dei pastori del De Mura posta ad angolo con la parete presbiteriale; la sala che si apre su questo lato del transetto costituisce invece un ambiente parrocchiale privato.
La zona absidale si compone di un altare maggiore in marmi policromi e commessi del 1743 eseguito da Antonio Troccola su disegno di Mario Gioffredo e, alle sue spalle, trova alloggio la grande tela della Morte di san Nicola, datata 1707 e opera del De Matteis. Il pavimento originario della metà del Settecento fu infine sostituito durante i lavori di ristrutturazione del 1957 che hanno interessato tutto il complesso.